# Alfred Lind
Søren Estrup Alfred Lind (Højelt, 27 marzo 1879 – Copenaghen, 29 aprile 1959) è stato un regista, direttore della fotografia, sceneggiatore attore danese.
Lind è stato direttore della fotografia per il film L'abisso, del 1910, di Urban Gad, film di debutto della star del cinema muto Asta Nielsen. Alfred Lind ha lavorato nelle industrie cinematografiche di Danimarca, Germania, Svezia, Italia e Svizzera. Si ritiene sia stato il primo cineasta a fornire documentazione filmata sull'Islanda, nel 1906.

## Biografia
Dopo l'apprendistato come falegname mobiliere, Lind ha cominciato ad occuparsi di cinema. Nel 1906 è entrato in contatto con Ole Olsen, il futuro direttore generale della Nordisk Film, per occuparsi di aspetti tecnici della proiezione; contemporaneamente ha cominciato a effettuare riprese proprie. Nello stesso anno ha aperto e gestito il primo cinema di Reykjavík in Islanda.
È stato attivo come cineoperatore freelance, filmando argomenti di attualità nell'intera Scandinavia fino al 1909, quando è stato assunto dalla Fotorama, ad Aarhus, dove ha curato la fotografia di diversi film. Nel 1910, grazie al produttore Frans Lundberg di Malmö ha girato il suo primo film come regista (Massösens offer). Successivamente è entrato in contatto con svariate case di produzione nordiche, e con diversi protagonisti di quella stagione del cinema scandinavo, realizzando diversi film; nel 1912 ha aperto i propri atelier di produzione, gli Alfred Lind Film, a Copenaghen, lavorando nel contempo per alcune case di produzione tedesche.
Nel marzo 1914 Lind, spostatosi in Italia, ha realizzato un paio di pellicole per la casa di produzione milanese Armando Vay & Hubert. Nel febbraio del 1917 egli ha fondato a Ginevra la Sensational Film, tenendo fede alla sua fama ormai consolidata di realizzatore di film a contenuto spettacolare, spesso ambientate nel mondo del circo. Nel corso degli anni Venti ha continuato a curare la regia di film prodotti a Milano o in Germania, l'ultimo dei quali è stato Ragazze non scherzate, del 1929.
Coll'avvento del cinema sonoro l'attività di Lind si è fortemente ridotta: nel 1930 egli è ritornato in Danimarca, per poi spostarsi nuovamente nel 1934 a Milano, ma nessuno dei suoi progetti è andato in corso. Nel 1938 Alfred Lind si è trasferito di nuovo, definitivamente, in Danimarca, riprendendo la propria professione di mobiliere, se si eccettua l'apertura di una scuola di cinematografia dal 1947 al 1949. 

## Vita privata
Lind ha sposato nel 1940 l'attrice Gertrude Auguste Emmy Barras, nata Rude Nick (23 marzo 1884–?).
È sepolto al Søndermark Kirkegård di Frederiksberg.

## Filmografia

### Regista
- Massösens offer, (1910)
- Den farlige leg, (1911)
- De fire djævle, co-regia con Robert Dinesen e Carl Rosenbaum (1911)
- Dødssejleren, (1912)
- Slægten, co-regia con Vilhelm Glückstadt (1912)
- Dæmonen, co-regia con Jens Christian Gundersen (1912)
- Den flyvende Cirkus, (1912)
- Bjørnetæmmeren, (1912)
- Krigens Fakkel, (1913)
- Den hemmelige Traktat,  (1913)
- Eifersucht (1913)
- Die gelbe Rose,  (1913)
- Amerika – Europa im Luftschiff,  (1913)
- Negli artigli del Pascià, (1914)
- Turi, der Wanderlappe, (1914)
- Il jockey della morte, (1915)
- Ultima rappresentazione di gala del Circo Wolfsohn, (1916)
- Il circo della morte, (Le Cirque de la Mort) (1916)
- Alkohol, (1920)
- La Fanciulla dell'aria, (1923)
- Tragödie im Zirkus Royal, (1928)
- Ragazze non scherzate, (1929)

### Direttore della fotografia
- Holger Drachmann, regista sconosciuto (1906)
- Den lille hornblæser, regia di Eduard Schnedler-Sørensen (1909)
- En Rekrut fra 64, regia di Urban Gad e Alexander Christian (1910)
- L'abisso, (Afgrunden), regia di  Urban Gad (1910)
- Massösens offer, (1910)
- Den hvide slavehandel, regia di August Blom (1910)
- Den farlige Leg, (1911)
- Morfinisten, co-regia di Lind e Louis von Kohl (1911)
- De fire djævle, (1911)
- Dæmonen, co-regia con Jens Christian Gundersen (1912)
- Den flyvende Cirkus, (1912)
- Bjørnetæmmeren, (1912)
- Krigens Fakkel, (1913)
- Af en Opdagers Dagbog,  (1913)
- Krigskorrespondenter, regia di Vilhelm Glückstadt (1913)
- Ultima rappresentazione di gala del Circo Wolfsohn, (1916)

### Sceneggiatore
- Den flyvende Cirkus, (1912)
- Bjørnetæmmeren, (1912)
- Krigens Fakkel, (1913)
- Af en Opdagers Dagbog,  (1913)
- Il jockey della morte, (1915)
- Ultima rappresentazione di gala del Circo Wolfsohn, (1916)
- Alkohol, (1920)
- La Fanciulla dell'aria, (1923)
- Tragödie im Zirkus Royal, (1928)

### Attore
- De fire djævle, co-regia di Lind con Robert Dinesen e Carl Rosenbaum (1911)
- Bjørnetæmmeren, (1912)
- Il jockey della morte, (1915)